# Tobias Müller (Radsportler)

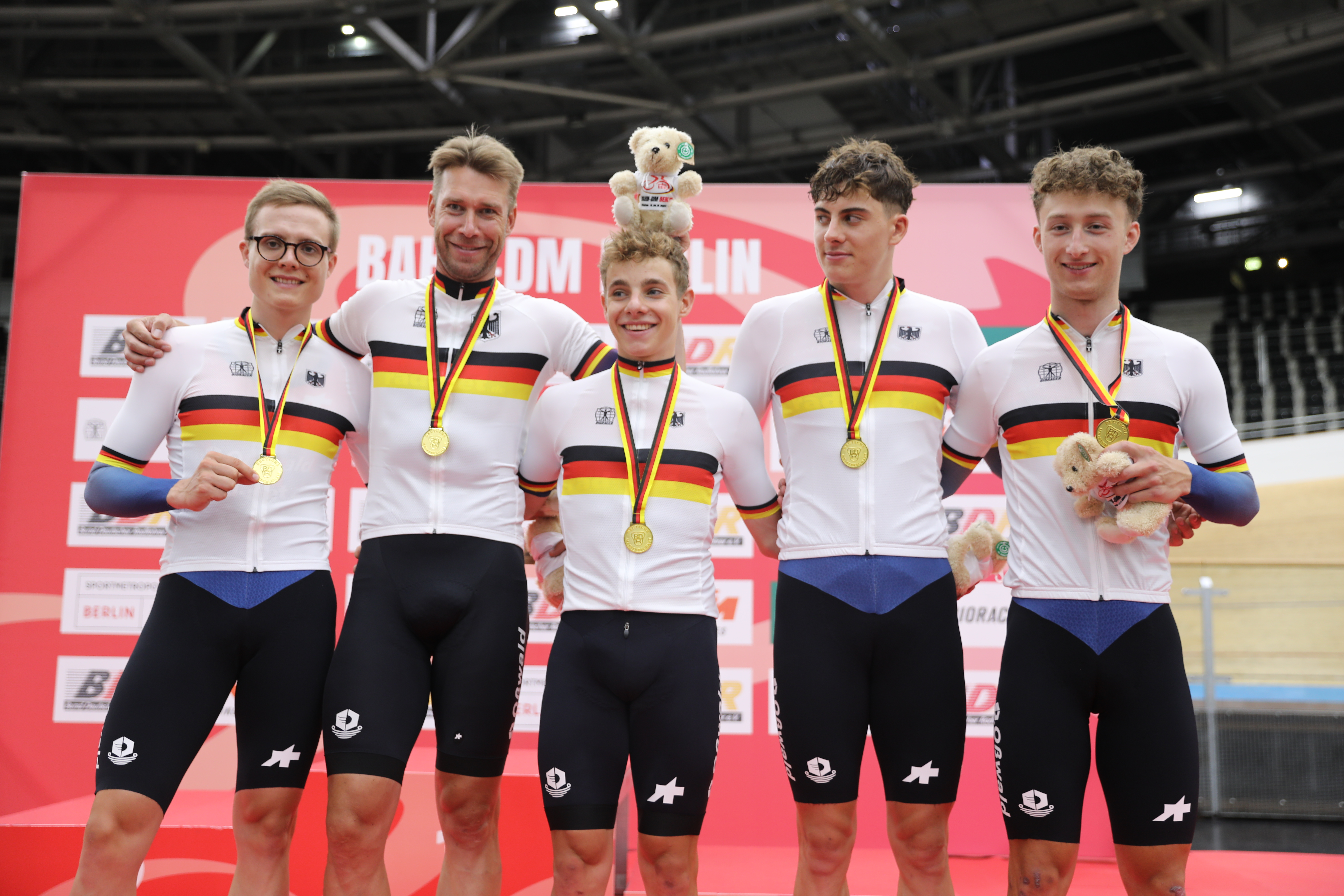
Müller (M.) als Mitglied des Vierers, der 2024 deutscher Meister wurde

Tobias Müller (* 31. März 2004 in Hagen) ist ein deutscher Radsportler, der auf Bahn und Straße aktiv ist.

## Sportlicher Werdegang
Seit 2012 ist Tobias Müller im Leistungsradsport aktiv. Bei den deutschen Bahnmeisterschaften 2021 wurde er deutscher Junioren-Meister im Punktefahren. Wenige Wochen später startete er bei den Junioren-Bahnweltmeisterschaften in Kairo, wo er im Ausscheidungsfahren Platz sechs und im Punktefahren Platz acht belegte. Im Jahr darauf errang er bei den Junioren-Weltmeisterschaften in Tel Aviv zwei Medaillen: Silber in der Mannschaftsverfolgung und Bronze im Omnium. Bei den deutschen Bahnmeisterschaften holte er zwei Junioren-Titel.
Bei den deutschen Bahnmeisterschaften 2024 in Berlin startete Müller in der Elite und wurde mit Moritz Binder, Roger Kluge, Felix Groß und Benjamin Boos deutscher Meister in der Mannschaftsverfolgung, im Scratch, im Ausscheidungsfahren sowie im Zweier-Mannschaftsfahren (mit Benjamin Boos) belegte er jeweils Platz zwei.
Nach zwei Jahren im Team Rad-net Oßwald, mit dem er an Straßenradrennen teilnahm, wurde er zur Saison 2025 Mitglied im Team Wanty-Nippo-Re Uz, dem Development Team von Intermarché-Wanty.

## Erfolge

### Bahn
2021
- Deutscher Junioren-Meister – Punktefahren

2022
- Junioren-Weltmeisterschaft – Mannschaftsverfolgung (mit Ben Felix Jochum, Bruno Keßler, Jasper Schröder und Leon Arenz)
- Junioren-Weltmeisterschaft – Omnium

2024
- Deutscher Meister – Mannschaftsverfolgung (mit Moritz Binder, Roger Kluge, Felix Groß und Benjamin Boos)

2025
- Deutscher Meister – Mannschaftsverfolgung (mit Max-David Briese, Tim Torn Teutenberg, Lucas Liß und Ben Felix Jochum)

### Straße
2022
- Deutscher Junioren-Meister – Mannschaftszeitfahren (mit Ben Felix Jochum, Henri Appelbaum und Leon Arenz)